# 케이퍼
케이퍼(영어: caper, caper bush, Flinders rose, 학명: Capparis spinosa 카파리스 스피노사[*])는 카파리스과의 여러해살이풀이다.

## 분포
아시아, 태평양, 오세아니아, 유럽, 아프리카에 분포한다. 동남아시아(인도네시아, 필리핀), 태평양(괌, 바누아투), 오세아니아(솔로몬 제도, 오스트레일리아), 남아시아(네팔, 인도, 파키스탄), 중앙아시아(신장, 우즈베키스탄, 카자흐스탄, 키르기스스탄, 타지키스탄, 투르크메니스탄), 서남아시아(레바논, 바레인, 사우디아라비아, 시리아, 아랍에미리트, 아프가니스탄, 예멘, 요르단, 이라크, 이란, 카타르, 키프로스, 터키), 캅카스(다게스탄, 아르메니아, 아제르바이잔, 조지아), 동유럽(러시아, 우크라이나), 남동유럽(그리스, 알바니아, 크로아티아), 남유럽(스페인, 이탈리아, 포르투갈, 프랑스, 북아프리카(리비아, 모로코, 알제리, 이집트, 튀니지)가 원산지이다.

## 쓰임새
꽃봉오리를 식용한다. 주로 초절임해 먹는다.

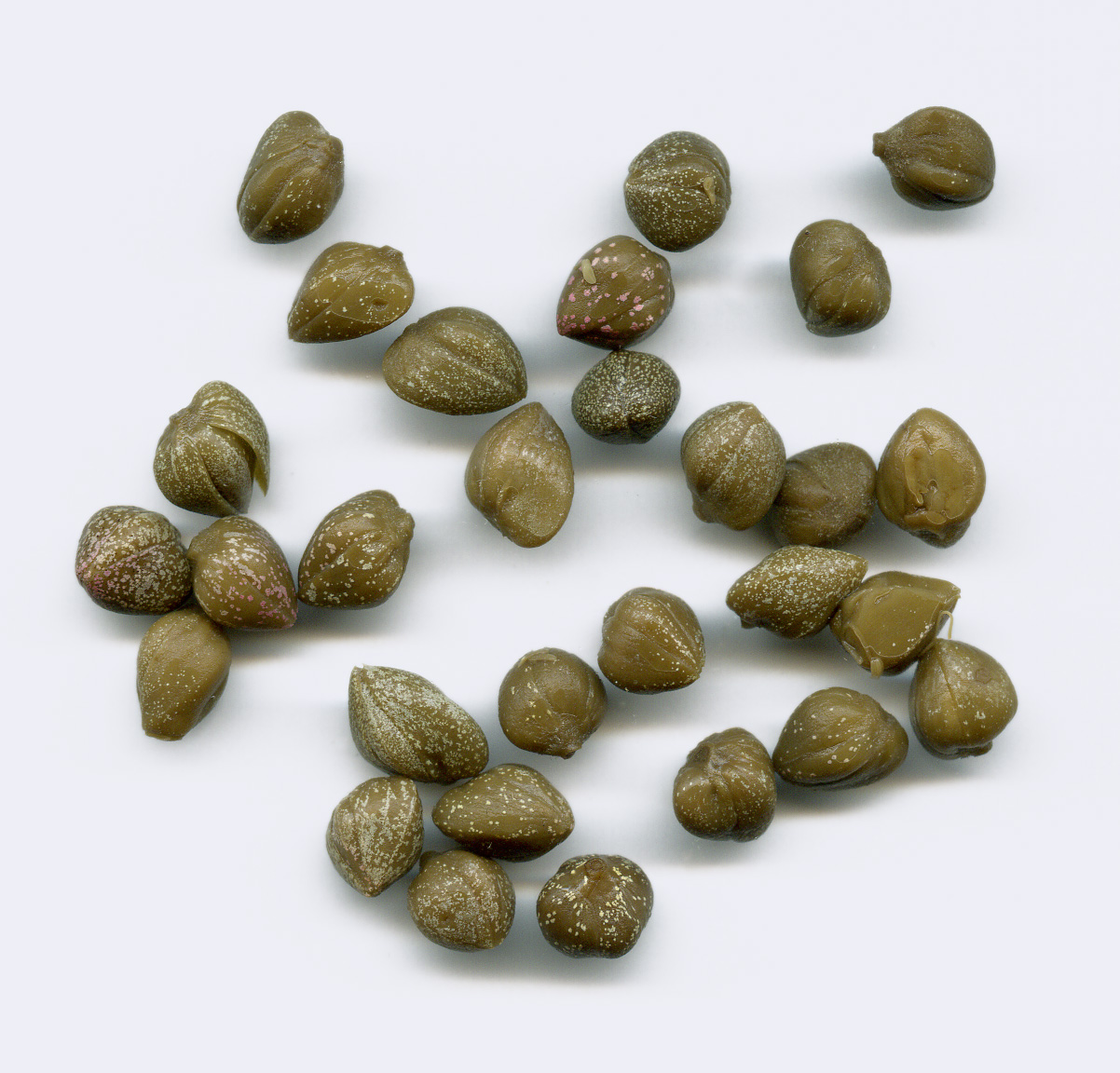
케이퍼 (꽃봉오리)
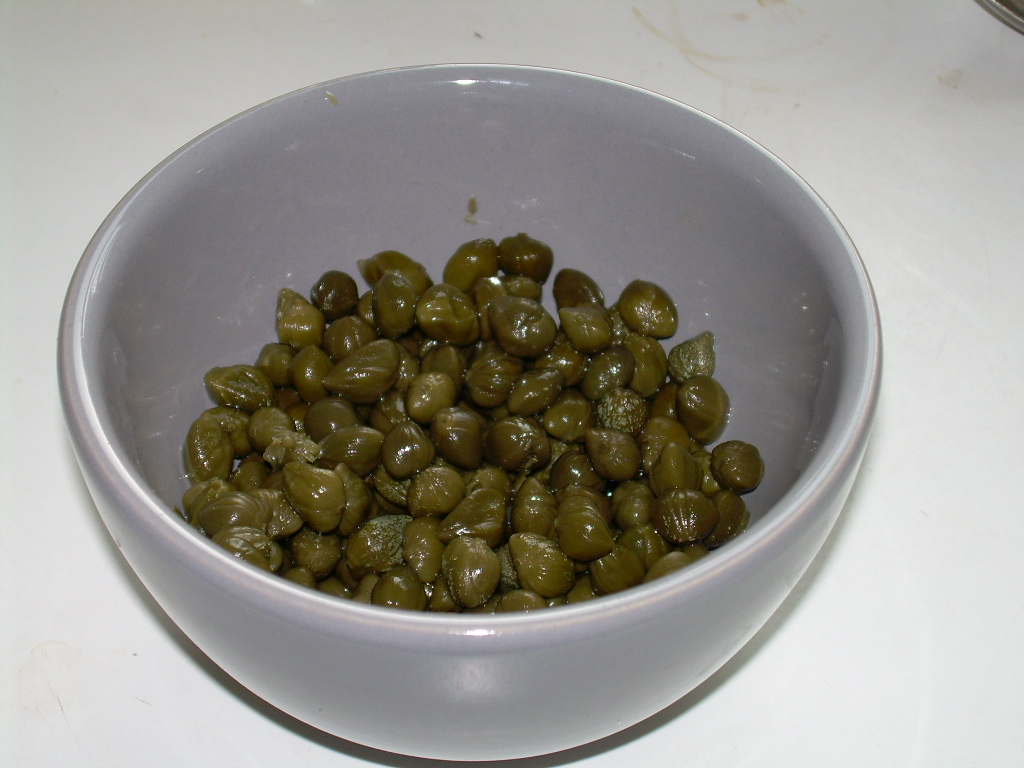
케이퍼 초절임